# اکاتانگراهال
اکاتانگراهال (به انگلیسی: Akkatangerahal) یک منطقهٔ مسکونی در هند است که در کارناتاکا واقع شده‌است.